# 小行星1729
小行星1729（1729 Beryl）是一颗绕太阳运转的小行星，为主小行星带小行星。该小行星于1963年9月19日发现。
該小行星以印第安納大學的職員貝麗爾·波特（Beryl Potter）命名。

## 轨道参数
小行星1729的轨道半长轴为2.2296536 UA，离心率为0.101。